# Souveräner Rat
Der Souveräne Rat (arabisch المجلس السيادي) bildet das kollektive Staatsoberhaupt des Sudan und wurde am 20. August 2019 durch den Entwurf einer Verfassungserklärung vom August 2019 ins Leben gerufen. Er wurde vom Vorsitzenden Abdel Fattah Burhan beim Militärputsch im Sudan 2021 aufgelöst und im folgenden Monat mit neuen Mitgliedern wiederhergestellt, wodurch er effektiv von einer Einheitsregierung in eine Militärjunta umgewandelt wurde.
Gemäß Artikel 10.(b) des Entwurfs einer Verfassungserklärung setzt er sich aus fünf Zivilisten zusammen, die von den Kräften der Freiheit und des Wandels (KFW) ausgewählt wurden, fünf Militärvertretern, die vom Militärischen Übergangsrat (MÜR) ausgewählt wurden, und einem Zivilisten, der durch die Vereinbarung von KFW und MÜR ausgewählt wurde. Der Vorsitzende für die ersten 21 Monate sollte ein militärisches Mitglied sein, Abdel Fattah Burhan, und für die verbleibenden 18 Monate sollte der Vorsitzende ein ziviles Mitglied sein, gemäß Artikel 10.(c). Der ursprüngliche Souveräne Rat war überwiegend männlich, mit nur zwei weiblichen Mitgliedern: Aischa Musa as-Said und Radscha Nikula. Gemäß Artikel 19 des Entwurfs der Verfassungserklärung sind die Mitglieder des Souveränitätsrates nicht wählbar bei den Wahlen, die nach der Übergangszeit geplant sind.
Seit Beginn des Bürgerkriegs im Sudan, der im April 2023 als Streit zwischen dem Vorsitzenden General Abdel Fattah Burhan und seinem Stellvertreter General Hemedti begann, ist der Souveräne Rat nicht mehr funktionsfähig.
Nicht zu Verwechseln ist der Souveräne Rat mit dem Souveränitätsrat der Jahre 1956 bis 1958 und nochmals von 1964 bis 1969.